# Muzeul Național de Artă Contemporană
Muzeul Național de Artă Contemporană (cunoscut și sub acronimul MNAC) este un muzeu de artă contemporană din București, România.
Muzeul se găsește în noua aripă de sticlă a Palatului Parlamentului, una dintre cele mai largi clădiri administrative din lume.